# Marco 10

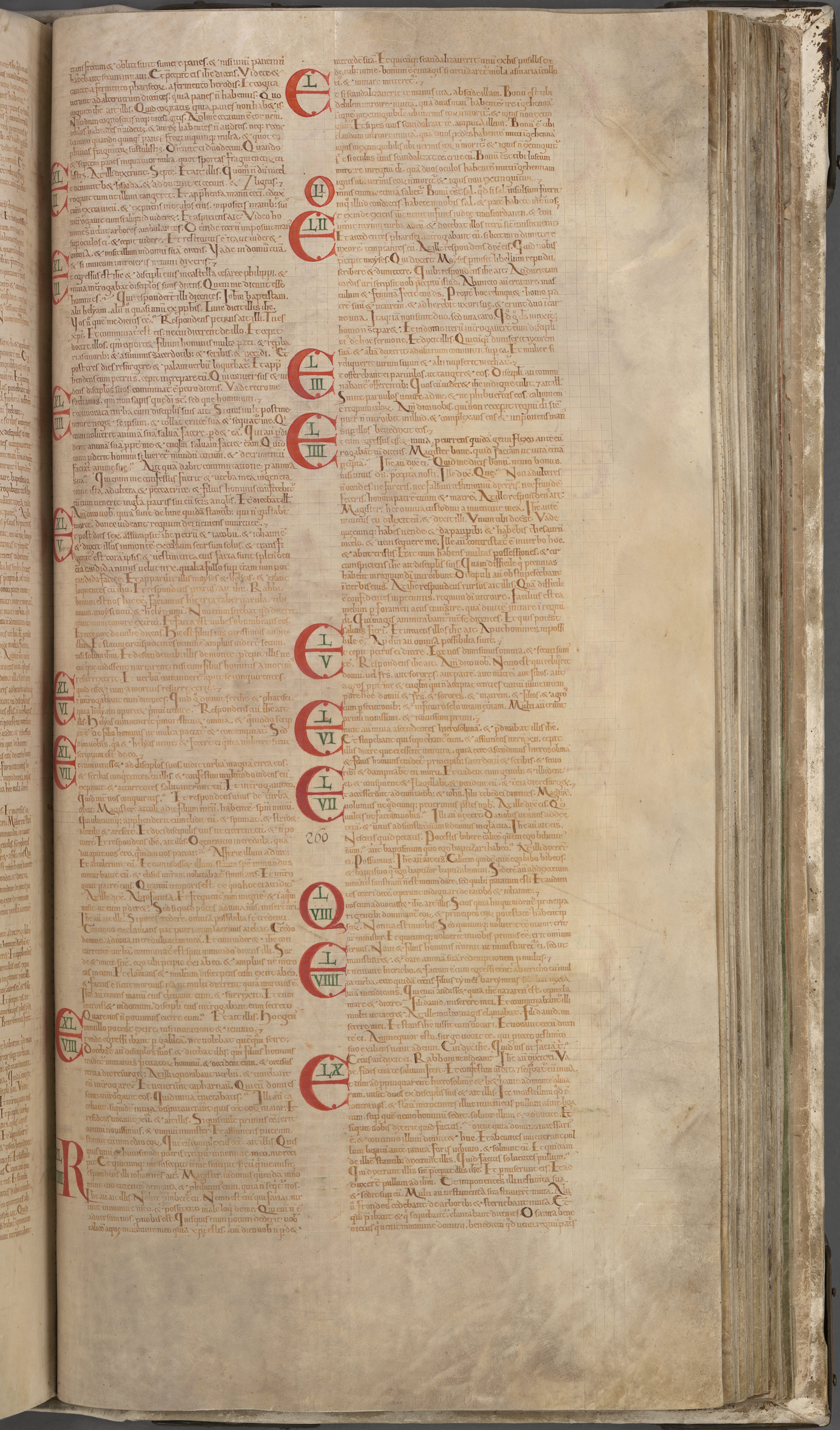
Marco 8,13–11,10 nel Codex Gigas (XIII secolo)

Marco 10 è il decimo capitolo del vangelo secondo Marco nel Nuovo Testamento.

## Testo
Il testo originale venne scritto in greco antico. Questo capitolo è diviso in 52 versetti.

### Testimonianze scritte
Tra le principali testimonianze documentali di questo capitolo vi sono:
- Codex Vaticanus (325-350)
- Codex Sinaiticus (330-360)
- Codex Bezae (~400)
- Codex Alexandrinus (400-440)
- Codex Ephraemi Rescriptus (~450)

## Luoghi
All'inizio del capitolo, Gesù e i suoi discepoli lasciano la Galilea e si portano in Perea, "la regione della Giudea sull'altra riva del Giordano". Il gruppo viaggia a sud attraversando il Giordano ancora una volta ed entrando a Gerico per poi proseguire verso Gerusalemme.

## Il divorzio
Dopo aver condannato il peccato in Marco 9, Gesù risponde ad una domanda dei farisei sul divorzio. Egli insegna alla folla come sempre e i farisei gli chiedono se il divorzio sia legale; Marco commenta come questo gli sia stato chiesto per mettere alla prova (o trarre in inganno) Gesù. Nella Torah, Deuteronomio 24,1-5, agli uomini era permesso il divorzio dalla moglie se essa si presentava "indecente o inaccettabile". Il discorso che i farisei rivolgono a Gesù è visto come una trappola dal momento che i farisei sanno che Gesù è contrario a quanto detto da Mosè e di conseguenza accusarlo di blasfemia. Inoltre, Gesù aveva appena attraversato il Giordano per giungere in Giudea, terra che era stata area di lavoro di Giovanni il Battista, e dove lo stesso Giovanni era stato recentemente incarcerato e poi posto a morte per aver criticato il matrimonio illegittimo di Erode Antipa con la moglie di suo fratello.
Gesù nel suo discorso non entra nel merito della questione di Erode (che pure riguarda evidentemente il tema affrontato del divorzio), ma cita solo il fatto che la legislazione data da Mosè ha ceduto a questa idea per la durezza di cuore degli uomini del suo tempo. Mosè aveva preferito approvare il divorzio, preferendolo all'abbandono.
Gesù risponde combinando delle citazioni della Genesi 1,27 e 2,24 per mostrare come il divorzio non fosse compreso nei piani di Dio:
Ma all'inizio della creazione Dio li creò maschio e femmina; per questo l'uomo lascerà suo padre e sua madre e i due saranno una carne sola. Sicché non sono più due, ma una sola carne. L'uomo dunque non separi ciò che Dio ha congiunto». (Marco 10,6-9)
Il minimalismo biblico tende a mettere in dubbio la storicità di questo evento, e tutte le volte che Gesù cita passi del Vecchio Testamento, suggerendo piuttosto che qui sia Marco a rispondere alle domande poste a Gesù durante il suo insegnamento riguardo alla legge mosaica. Ad ogni modo nella prima lettera ai Corinzi 7,10-11, san Paolo dichiara che queste furono le parole vere di Gesù (vedi privilegio paolino). Di questo parere erano anche gli autori dei manoscritti del Mar Morto (Brown 141). Le proibizioni si estendono anche a quella donna che volesse divorziare dal marito, il che si rivolge ovviamente al pubblico dei pagani (in particolare Romani), presso i quali il divorzio femminile era più comune rispetto alla comunità ebraica.
Molti cristiani, in particolare nei tempi moderni, non hanno obbedito a questo insegnamento, dal momento che se la chiesa cattolica ha una posizione ufficiale di proibizione sul divorzio, la chiesa ortodossa fa delle eccezioni in caso di adulterio citando a tal proposito Matteo 5,31-32. Le chiese protestanti hanno una politica ancora più diversificata sul divorzio, dimostrandosi perlopiù tolleranti per quanto continuino a vederlo negativamente.

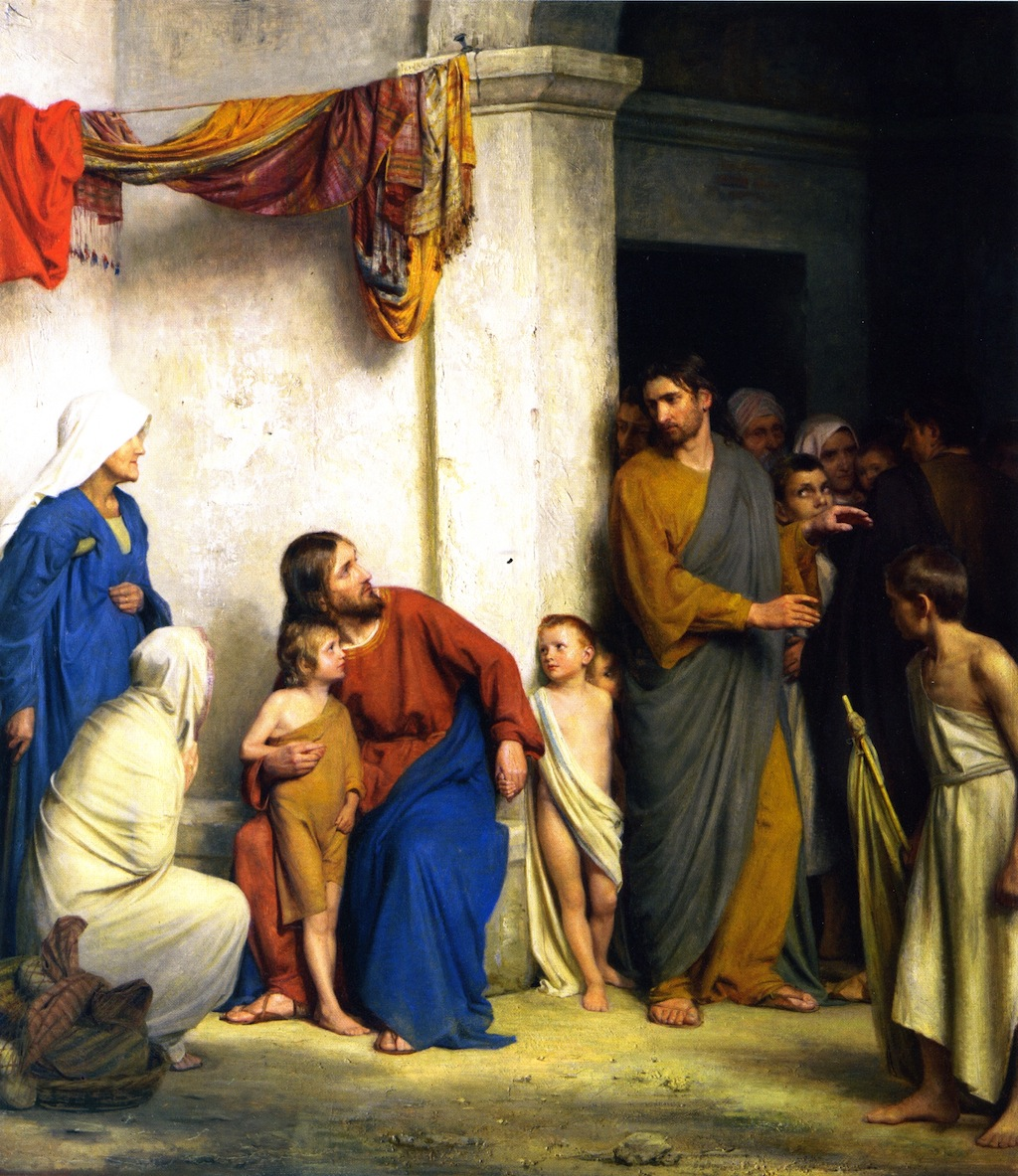
Cristo coi bambini, dipinto di Carl Heinrich Bloch

## Benedizione dei bambini
Immediatamente dopo aver discusso del matrimonio, Gesù benedice i bambini. Le persone portano i bambini a Gesù affinché li tocchi e li benedica ma i discepoli glieli allontanano pensando che essi lo possano disturbare. Gesù si arrabbia quindi coi suoi discepoli, come spesso fa nel vangelo di Marco quando essi fraintendono le sue intenzioni, e dice loro "In verità vi dico: Chi non accoglie il regno di Dio come un bambino, non entrerà in esso." (Marco 10,15). Gesù probabilmente usa qui i bambini come metafora delle relazioni tra il genere umano e Dio, l'innocenza e la fanciullezza come accettazione incondizionata di Dio.

## La parabola del giovane ricco
Il tema della totale accettazione di Dio prosegue. Gesù continua il suo viaggio a piedi quando un uomo giovane e ricco gli si avvicina chiamandolo "buon maestro" (Marco 10,17), appellativo che Gesù sembra non gradire. "Perché mi chiami buono? Nessuno è buono, se non Dio solo". (Marco 10,18), una frase che i trinitari ed i non-trinitari hanno utilizzato nei secoli, dal momento che qui Gesù sembra fare una differenza tra Dio (la cosiddetta Kenosis). Gesù gli chiede se egli è già a conoscenza dei comandamenti e il giovane risponde positivamente. Gesù gli risponde che però gli manca una cosa, forse la più importante, abbandonare ogni cosa che egli possiede, darla ai poveri e seguirlo seguendo il consiglio evangelico. L'uomo, non potendo fare quanto richiestogli per il suo orgoglio, se ne va rattristato. Gesù dice a tutti: "[...] com'è difficile entrare nel regno di Dio! È più facile che un cammello passi per la cruna di un ago, che un ricco entri nel regno di Dio." (Marco 10,25) Questo è un insegnamento radicale, valido in ogni epoca, in quanto spesso i ricchi per la loro natura di condizione privilegiata, si sentono favoriti da Dio.
Secondo l'interpretazione moderna, ad ogni modo, questo passo non significherebbe che nessun ricco può entrare in Paradiso, quanto piuttosto che quanto più si è ricchi, tanto più bisogna essere umili per ottenere la salvezza. Il dibattito su questo passo ad ogni modo è ancora attuale.
I discepoli quindi si meravigliano chiedendo quindi a Gesù chi potrà dunque salvarsi sulla base di questo suo "comandamento". Gesù risponde: "Impossibile presso gli uomini, ma non presso Dio! Perché tutto è possibile presso Dio." (Marco 10,27) Pietro è il primo a dire di aver dato tutto per seguire Gesù ed egli risponde così: "In verità vi dico: non c'è nessuno che abbia lasciato casa o fratelli o sorelle o madre o padre o figli o campi a causa mia e a causa del vangelo, che non riceva già al presente cento volte tanto in case e fratelli e sorelle e madri e figli e campi, insieme a persecuzioni, e nel futuro la vita eterna. E molti dei primi saranno ultimi e gli ultimi i primi." (Marco 30-31), ripetendo quindi i concetti sostenuti nelle beatitudini e nel discorso sull'ostentazione.
Il riferimento alla persecuzione è stato interpretato da alcuni studiosi come il tentativo di Marco di smuovere direttamente il suo pubblico, all'epoca perseguitato in prima persona, in particolare durante il regno di Nerone (64-68).

## Il viaggio verso Gerusalemme
Il gruppo continua il suo viaggio verso Gerusalemme dove Gesù, per la terza volta, predice la sua Passione.
Mentre erano in viaggio per salire a Gerusalemme, Gesù camminava davanti a loro ed essi erano stupiti; coloro che venivano dietro erano pieni di timore.
Lo scrittore anglicano G. F. Maclear ha tentato di dare un senso a questo versetto suggerendo che "coloro che seguivano" sarebbe la tradizione migliore da utilizzare, "dal momento che si distinguono chiaramente due gruppi di apostoli, uno meravigliato e uno spaventato, più indietro". Allo stesso modo, la Bibbia di Gerusalemme traduce, "... essi [i discepoli più vicini] erano meravigliati, e quelli che seguivano erano in apprensione".
Ecco, noi saliamo a Gerusalemme e il Figlio dell'uomo sarà consegnato ai sommi sacerdoti e agli scribi: lo condanneranno a morte, lo consegneranno ai pagani, lo scherniranno, gli sputeranno addosso, lo flagelleranno e lo uccideranno; ma dopo tre giorni risusciterà.
Questa predizione contiene tutti gli elementi della Passione ad eccezione della crocifissione.
Giacomo e Giovanni chiedono a Gesù di fare loro un favore ed egli chiede quale sia questo favore: lo scopo è quello di essere rispettivamente il suo braccio destro e il suo vice. Gesù predice il martirio degli apostoli dicendo che anche loro sono chiamati a bere del suo stesso calice, come sono chiamati come lui a ricevere il battesimo, ma ad ogni modo egli sottolinea come non spetti a lui decidere i "posti" al suo fianco, sottintendendo che tale compito spetti a Dio. Il versetto 40, inoltre, va ricordato che venne utilizzato dagli ariani per dibattere sulla vera natura di Gesù (Brown et al. 618).
Gli apostoli pensano che attenderanno loro grandi glorie sulla terra per aver seguito Gesù, ma Gesù dice che lui stesso verrà a morire con dei criminali, quindi con gli ultimi della società, con gli emarginati. E solo così facendo, riprende Gesù, essi saranno i primi: facendosi tanto umili da essere gli ultimi.
Voi sapete che coloro che sono ritenuti capi delle nazioni le dominano, e i loro grandi esercitano su di esse il potere. 43 Fra voi però non è così; ma chi vuol essere grande tra voi si farà vostro servitore, e chi vuol essere il primo tra voi sarà il servo di tutti. Il Figlio dell'uomo infatti non è venuto per essere servito, ma per servire e dare la propria vita in riscatto per molti. (Matteo 10,42-45)
Il servizio agli altri è quindi per Gesù più importante del potere stesso. Marco usa la parola greca lytron per indicare il criminale, una parola che rimanda esplicitamente alle figure dei ladroni che accompagneranno Gesù nel momento della morte sulla croce.
Il gruppo si porta quindi a Gerico, ma Marco non riporta fatti significativi ascrivibili a questo. Questa sessione, al versetto 46, è dove Morton Smith cita un riferimento in una lettera di Clemente Alessandrino, ritrovata nel monastero di Mar Saba nel 1958, che mostra un'estensione del vangelo chiamata vangelo segreto di Marco, assieme ad altri versetti. Smith fotografò la lettera, la quale venne poi trasferita alla biblioteca della chiesa ortodossa greca di Gerusalemme e scomparve dopo il 1990.
Appena fuori dalla città, il gruppo incontra Bartimeo, il cui nome per Marco indica l'essere figlio di Timeo. Timeo è un nome greco che in ebraico era detto Timai. Bartimeo è un mendicante cieco che chiama Gesù con l'appellativo di Figlio di David, riconoscendolo come il Messia, la prima persona non posseduta dopo Pietro a proclamarlo in tal senso. Al versetto 51 egli chiama Gesù "Rabbunì", la versione aramaica di Rabbi, che significa per l'appunto maestro. Gesù lo guarisce e per la prima volta nel vangelo di Marco, il guarito decide di seguire Gesù. Questo intero passaggio può essere visto come un tentativo di Marco di convincere il suo pubblico di pagani ellenisti a fare la stessa scelta, abbracciando il cristianesimo.